# 前进镇 (海伦市)
前进镇，是中华人民共和国黑龙江省绥化市海伦市下辖的一个镇。
2017年9月13日，黑龙江省民政厅批复同意撤销前进乡，设立前进镇。

## 行政区划
前进镇下辖以下地区：
自新村、新政村、光荣村、兴乐村、前进村、民主村、前胜村、胜利村、六合村、东兴村、同心村、民众村、双泉村、双发村和永安村。